# Polieucto de Melitene
Polieucto de Melitene, también llamado Polyeuctus, Polyeuctes o Polyeuktos (¿? - 10 de enero de 259), fue un santo de la Antigua Roma. La tradición cristiana establece que era un rico oficial del ejército romano que fue martirizado en Melitene, Armenia, bajo el dominio de Valeriano. Simeón Metafrastes escribe que, movido por el celo de su amigo San Nearco, Polieucto se había convertido abiertamente al cristianismo. Se dice de él que, «inflamado de celo, [...] fue a la plaza de la ciudad y rompió el edicto de Decio, que requería a todos adorar ídolos. Momentos después, se encontró con una procesión con doce ídolos por las calles de la ciudad. Lanzó los ídolos al suelo y los aplastó bajo sus pies». Fue torturado por las autoridades ignorando las lágrimas y protestas de su esposa Paulina y sus hijos. Posteriormente fue decapitado.

## Veneración
Fue enterrado en Melitene y allí se le dedicó una iglesia. Se dice que los padres de Eutimio el Grande oraron por un hijo en la iglesia de San Polieucto en Melitene. Anicia Juliana le dedicó la Iglesia de San Polieucto en Constantinopla entre 524-527. Las excavaciones realizadas en la década de 1960, revelaron que, en el momento de la ascensión al trono de Justiniano I, esta basílica era la más grande en Constantinopla y que mostraba un muy ostentoso despliegue de riqueza, como pavos reales con relieves dorados, así como muchos detalles orientales. 
La fiesta de san Polieucto se celebra el 13 de febrero en el calendario católico. En la liturgia ortodoxa oriental, se celebra el 9 de enero. En el calendario armenio antiguo se celebraba el 7 de enero. Polieucto es el santo patrón de los votos y los acuerdos de los tratados.

## Referencias culturales

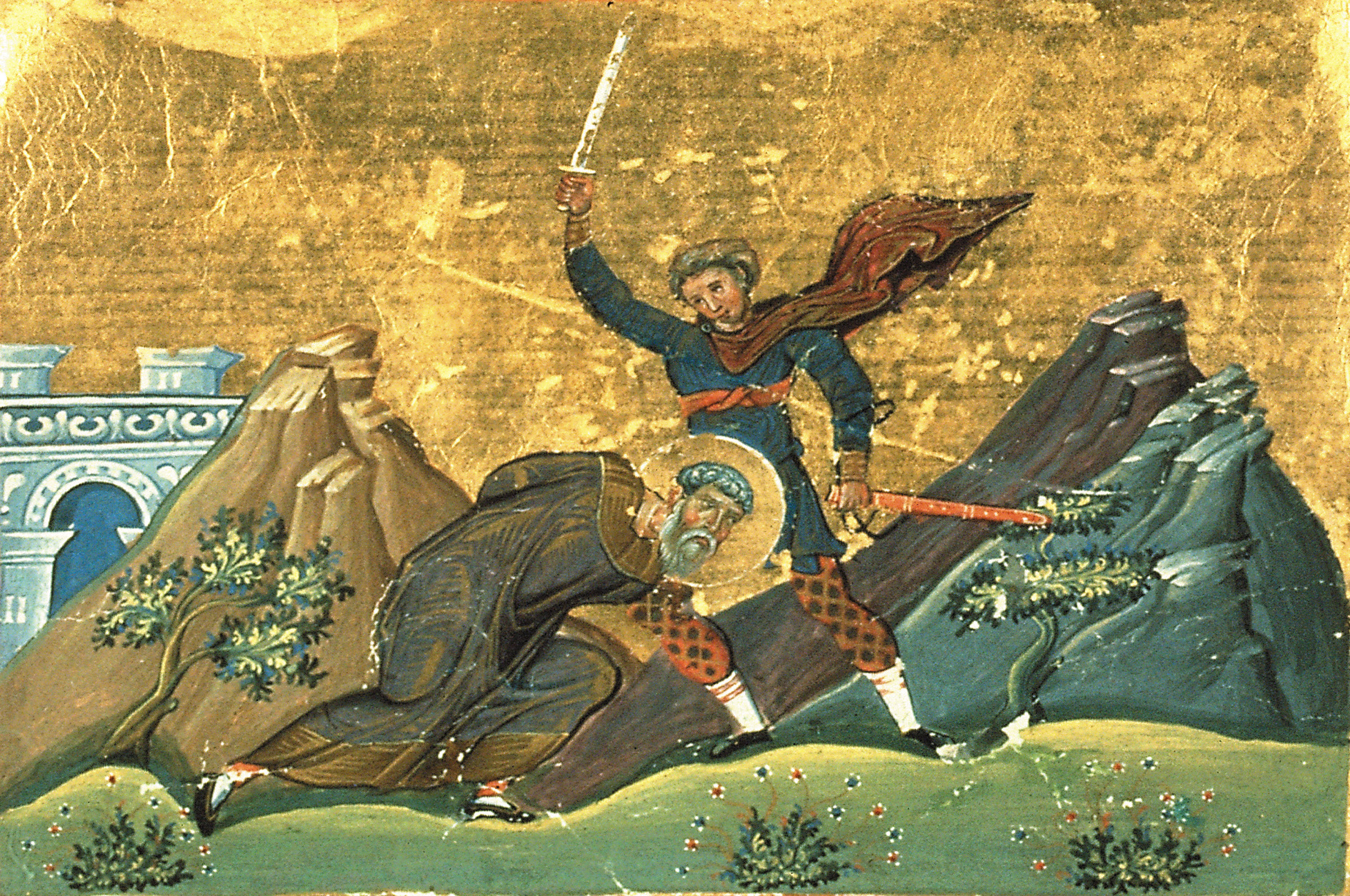
Polieucto de Melitene en Armenia